# Alfred Daniel Hall
Alfred Daniel Hall ( 22 de junio de 1864, Moss Terrace, Rochdale - 5 de julio de 1942 ) fue un educador en Agronomía, naturalista e investigador inglés.
Fue principal de Wye College y director de Rothamsted Experimental Station.

## Algunas publicaciones
- 1903. The Continuous Growth of Mangels for twenty-seven years on the same land, Barn Field, Rothamsted. J. Royal Agr. Soc. Engl.
- 1903. The Valuation of Unexhausted Manures obtained by the consumption of foods by stock, etc.
- Voelcker, JA, AD Hall 1914. Compensation for the Unexhausted Manurial Values of Feeding Stuffs & Fertilisers
- 1916. Agriculture after the War
- 1933. The Organisation of Agriculture, etc. Alexander Pedler Lecture
- 1935. The Frustration of Science
- 1936. The Improvement of Native Agriculture in relation to Population & Public Health. Univ. London Heath Clark Lectures
- 1938. Our Daily Bread. A geography of production
- 1940. The Genus Tulipa. Ed. The Royal Hort. Soc.
- 1941. Reconstruction & the Land: An Approach to Farming in the National Interest. Ed. Macmillan

### Libros
- Hall, AD, CT Gimingham, NHJ Miller. 1908. Nitrification in Acid Soils
- 1911. The feeding of crops & stock: An introduction to the science of the nutrition of plants & animals. Ed. E.P. Dutton & Co. 298 pp.
- Hall, AD, EJ Russell. 1917. The Book of the Rothamsted Experiments. 2ª ed. revisó E.J.Russell
- Hall, AD; A.M. Smith. Fertilizers & Manures. Ed. Daya Publishing House. ISBN 81-7622-071-X. Reimpreso 2008. 333 pp. Ed. Biotech Books, India
- Hall, AH.; MB Crane. 1933. The Apple. With plates
- 1938. The Soil: An Introduction to the Scientific Study of the Growth of Crops
- Hall, AD. 1949. The Soil. Ed. J. Murray

## Honores
- Electo miembro de la Royal Society en 1909.
- Caballero comendador de la Orden del Baño en 1918.
- Medalla Veitch.

- La abreviatura «A.D.Hall» se emplea para indicar a Alfred Daniel Hall como autoridad en la descripción y clasificación científica de los vegetales.[1]